# レンジャー (CV-61)
レンジャー(USS Ranger, CVA/CV-61)は、アメリカ海軍の航空母艦。フォレスタル級航空母艦の3番艦。その名を持つ艦としては8隻目。
レンジャーはアングルド・デッキの航空母艦として建造された世界初の艦である。姉妹艦のフォレスタルとサラトガは通常デッキの空母として起工されたが、建造中にアングルド・デッキに変更された。

## 艦歴

### 1950年代
レンジャーはCVA-61として1954年8月2日にバージニア州ニューポート・ニューズのニューポート・ニューズ造船所で起工され、1956年9月29日に統合参謀本部議長アーサー・W・ラドフォード提督の夫人によって進水し、1957年8月10日にノーフォーク海軍造船所で初代艦長チャールズ・T・ブース二世大佐の指揮下就役した。
レンジャーは1957年10月3日に大西洋艦隊に配属される。10月4日のキューバのグアンタナモ湾への出航に先立ち第85攻撃団の機体と兵員を受け入れた。レンジャーは航空演習、個艦演習および慣熟訓練を東海岸に沿って1958年6月20日にカリブ海入りするまで継続した。続いて200名の予備役士官候補生を乗船させバージニア州ノーフォークから2か月の航海に出航した。艦は8月20日に新たな母港のカリフォルニア州アラメダに到着し、太平洋艦隊に配属となる。
1958年の残りは第14航空団のパイロット訓練と艦隊演習をカリフォルニア海岸に沿って行う。1959年1月3日にハワイ水域での最終訓練に出港し、2月17日にH・H・コールドウェル少将率いる第2空母機動部隊の旗艦として第7艦隊に加わる。沖縄水域での航空演習はスービック湾からのSEATO艦隊を加えて行われた。日本南部沿岸での特殊兵器戦演習とパトロール巡航は継続した。この最初の西太平洋配備でレンジャーは第7艦隊の作戦支援で7,000回を越える出撃を行う。レンジャーは7月27日にサンフランシスコ湾に帰港し、続く6か月にわたって演習及び沿岸での艦隊作戦活動へ参加し即応体制を継続した。

### 1960年代
第9空母航空団を乗艦させたレンジャーは1960年2月6日にアラミダを出航し、2度目の西太平洋配備後、8月30日にアラミダに帰還した。1961年8月11日から1962年3月8日までレンジャーは3度目の極東配備となった。

### 1990年代
ジョージ・H・W・ブッシュ大統領は1991年1月16日の午後9時に、イラク軍からクウェートを開放するオペレーション・デザート・ストームが開始されたとの声明を発表した。海軍は228回の出撃をペルシャ湾のレンジャー及びミッドウェイ(USS Midway, CV-41)、ペルシャ湾航路のセオドア・ルーズベルト(USS Theodore Roosevelt, CVN-71)、紅海のサラトガ(Saratoga, CV-60)およびジョン・F・ケネディ(USS John F. Kennedy, CV-67)から行った。海軍はさらに100発のトマホーク巡航ミサイルを発射した。
1991年2月6日、レンジャーから発艦した VF-1 所属の F-14 トムキャットはイラク軍の Mi-8 ヘリコプターを AIM-9M サイドワインダー空対空ミサイルで撃墜した。2月27日の午前9時にブッシュ大統領はクウェートの解放とオペレーション・デザート・ストームの同日午前0時での終了を宣言した。
1992年4月21日、レンジャーは他の第二次世界大戦開戦50周年記念祭典と同様に行われたドーリットル空襲記念式典に参加した。2機のB-25爆撃機がクレーンで運ばれ、それらの機のレンジャー艦上からの発艦を1,500名の乗客が見学した。レンジャーは6月にカナダのバンクーバーに歴史的な訪問を行った。
レンジャーは1992年8月1日に21回目の西太平洋、インド洋への展開を行う。8月18日に横須賀に入港、6日間停泊する。9月14日にホルムズ海峡を通過しペルシャ湾に入る。翌日レンジャーはインディペンデンス(USS Independence, CV-62)と任務を交代しインディペンデンスの航空団、第2空母航空団を移乗させ直ちにイギリス及びアメリカによって定められたイラク南部の「飛行禁止」空域をパトロールするオペレーション・サザン・ウォッチに従事する。
ペルシャ湾での活動期間に冷戦時代の敵はレンジャーの海上パートナーとなった。イギリス、フランス艦艇と共にロシア海軍のミサイル駆逐艦アドミラル・ヴィノグラドフが通信、機動および信号訓練演習に加わった。これらの演習時にロシア海軍のカモフ Ka-27 ヘリコプターがレンジャーに着艦した。これはロシア軍機のアメリカ艦艇に対する初の着艦であった。
レンジャーは1992年12月4日にペルシャ湾を出航し、ソマリア沖に向かう。ソマリアでは飢餓難民の大規模救助作戦、オペレーション・レストア・ホープに参加した。レンジャーの艦載機部隊は写真及び目視偵察、航空管制、海軍及び海兵隊揚陸部隊に対する即応上空支援を行った。この両作戦の期間にレンジャーは63枚のデジタル写真を国際船舶衛星経由で海軍司令部に1時間以内で電送した。これはデジタル写真が艦上から初めて送信成功した出来事であった。
1992年12月19日にレンジャーはキティホーク(USS Kitty Hawk, CVA-63)と交代し、サンディエゴへの長い帰路についた。
レンジャーは1993年7月10日に退役し、ワシントン州ブレマートンの海軍不活性艦艇保管施設に置かれた。2004年時点で非営利団体がオレゴン州ポートランドで海軍航空博物館、教育センターおよび特別イベントに使用しようと誘致活動を行ったが実現しなかった。
2015年3月までピュージェット・サウンド海軍造船所に保管されていたが、解体業者に1セントで売却された。3月5日、テキサス州にむけて曳航され、最期の航海に出発した。
レンジャーはベトナム戦争での戦功で13の従軍星章を受章した。